# Planils
El veïnat de Planils és un grup de masos i cases de l'antic terme de Cassà de Pelràs, actualment al municipi de Corçà, al Baix Empordà, situat entre els nuclis de Corçà i Cassà de Pelràs, al naixement de la riera de Rodonell. El veïnat es troba als límits d'una colada de basalt, material que va ser emprat els segles XV i XVI per la construcció de masos com Can Savalls, el Mas Llobet o el Mas Pons.
Les troballes arqueològiques més antigues de la zona són una gerra de ceràmica i fragments de plats decorats trobats prop del Mas Llobet el 2004, que datarien de l'època de l'Imperi Romà. La primera citació escrita de villa Planiles data del 889-890, en un diploma del Rei Odó que reconeix diverses terres al seu fidel Wicfrid, membre d'una família de la Marca Hispànica. Planils té un safareig públic construït el 1894, conegut com el viver, que va ser reformat l'any 1919 i que avui en dia està en desús., situat al costat d'una bassa que era un dels diversos Jardins del Rei creats a les Gavarres a mitjans del segle xviii, i que eren espais protegits en el marc de les normatives de control de la producció forestal.
Planils, que pertanyia a Púbol, va ser unit a Caçà de Pelràs el 1842. El 1846 Corçà va incorporar aquest darrer terme, quan es van suprimir molts de municipis petits.

## Masos i cases
- Can Baulida
- Can Dolfo
- Mas Llobet
- Mas Mascarós
- Mas Pons
- Can Janperes
- Can Salou
- Can Savalls